# Bãi Hải Sâm
Bãi Hải Sâm là một rạn san hô vòng thuộc cụm Bình Nguyên của quần đảo Trường Sa. Rạn vòng này nằm về phía bắc - đông bắc của đá Vành Khăn và cách đảo Vĩnh Viễn gần 12 hải lý (22 km) về phía nam.
Bãi Hải Sâm có dạng hình tròn với đường kính khoảng 6 hải lý (11,2 km).Vụng biển (đầm nước) có độ sâu từ 25 đến 46 m. Có năm vị trí được đặt tên trên vành san hô của rạn san hô vòng này, tức năm "đá".
Bãi Hải Sâm là đối tượng tranh chấp giữa Việt Nam, Đài Loan, Philippines và Trung Quốc. Hiện chưa rõ nước nào thực sự kiểm soát rạn vòng này.
| đá Triêm Đức đá Hoa đá · Ninh Cơ đá Hội Đức đá Định Tường Ảnh vệ tinh chụp bãi Hải Sâm (NASA) |
| --------------------------------------------------------------------------------------------- |

| Tên tiếng Việt                                | Tiếng Anh      | Trung văn giản thể       | Tiếng Filipino | Tọa độ                                          | Diện tích (km²) |
| --------------------------------------------- | -------------- | ------------------------ | -------------- | ----------------------------------------------- | --------------- |
| Bãi/Cụm Hải Sâm (tên cũ: cồn san hô Giắc-xôn) | Jackson Atoll  | 五方礁 (Ngũ Phương tiêu) | Quirino        | 10°30′B 115°45′Đ / 10,5°B 115,75°Đ              | 98              |
| Đá Triêm Đức (tên cũ: đá Đít-kim-sơn)         | Dickinson Reef | 五方头 (Ngũ Phương Đầu)  | -              | 10°32′9″B 115°47′20″Đ / 10,53583°B 115,78889°Đ  | 1,1             |
| Đá Hoa                                        | Hoare Reef     | 五方北 (Ngũ Phương Bắc)  | -              | 10°32′5″B 115°43′51″Đ / 10,53472°B 115,73083°Đ  | 1,4             |
| Đá Ninh Cơ (tên cũ: đá Đin)                   | Deane Reef     | 五方西 (Ngũ Phương Tây)  | -              | 10°29′59″B 115°42′22″Đ / 10,49972°B 115,70611°Đ | 1,9             |
| Đá Hội Đức (tên cũ: đá Hàn Sơn)               | Hampson Reef   | 五方尾 (Ngũ Phương Vĩ)   | -              | 10°27′48″B 115°43′31″Đ / 10,46333°B 115,72528°Đ | 0,07            |
| Đá Định Tường (tên cũ: đá Pét)                | Petch Reef     | 五方南 (Ngũ Phương Nam)  | -              | 10°27′37″B 115°46′50″Đ / 10,46028°B 115,78056°Đ | 1,2             |

## Sự kiện
Ngày 25 tháng 2 năm 2011, tàu frigate Đông Quan 560 (lớp Giang Hồ-V) của Trung Quốc phát hiện ba tàu cá của ngư dân Philippines đang thả neo tại bãi Hải Sâm, gồm F/V Jaime DLS, F/V Mama Lydia DLS và F/V Maricris 12. Sau đó, Đông Quan 560 bắn ba phát đạn cách tàu F/V Maricris 12 0,3 hải lý (hơn 550 m), dù rằng trước đó F/V Maricris 12 đưa lý do gặp sự cố với dây neo và xin phía Trung Quốc "đợi một lát" để gỡ neo. Tàu cá của Philippines bèn cắt đứt dây neo và chạy về đảo Vĩnh Viễn - do Philippines kiểm soát.